# Klucz (album Hemp Gru)
Klucz – pierwszy album studyjny warszawskiego zespołu Hemp Gru. Premiera albumu miała miejsce 6 grudnia 2004. Płyta dotarła do 20. miejsca listy OLiS w Polsce.
Gościnnie na płycie wystąpili: Kaczy, Josef, Kubano, Sokół (WWO), Plankton, Pono, Koras, Felipe, Romeo, Żary, Asfalt, Pablopavo (Vavamuffin) i Włodi (Molesta Ewenement). Pochodząca z albumu piosenka „Cudowny dzieciak” znalazła się na liście 120 najważniejszych polskich utworów hip-hopowych według serwisu T-Mobile Music.
We wrześniu 2023 nagrania uzyskały certyfikat złotej płyty.

## Lista utworów
Opracowano na podstawie materiału źródłowego.
Album
1. „Intro” (produkcja: Waco) – 1:29
2. „Nienawiść” (produkcja: Hemp Gru, Waco, gościnnie: Kaczy) – 4:24
3. „To jest to” (produkcja: Hemp Gru, Waco, scratche: DJ Brzydal) – 3:50
4. „Nie zapomnę” (produkcja: Hemp Gru, Waco, gościnnie: Josef, Kubano, scratche: DJ Mario) – 4:55
5. „Poza kontrolą” (produkcja: Hemp Gru, Waco, gościnnie: Sokół) – 3:51
6. „Kolo skit” (produkcja: Waco) – 1:10
7. „Ej ty kolo” (produkcja: Kuba O., gościnnie: Plankton) – 3:02
8. „Jestem” (produkcja: Hemp Gru, Waco) – 3:39
9. „Czy to prawda?” (produkcja: Włodi) – 3:24
10. „Życie Warszawy” (produkcja: Hemp Gru, Waco, gościnnie: Pono, Koras, Felipe, Romeo, Ero, scratche: DJ Brzydal) – 4:03
11. „Napad skit” (produkcja: Waco) – 0:44
12. „Sami swoi” (produkcja: Niewidzialna Ręka, gościnnie: Kaczy, Żary, scratche: DJ Mario) – 4:37
13. „Cudowny dzieciak” (produkcja: Hemp Gru, Waco, gościnnie: Hudy, Suja) – 5:32
14. „Na krawędzi 2” (produkcja: DJ 600V, gościnnie: Żary, Asfalt) – 4:43
15. „Projekt negatyw” (produkcja: Hemp Gru, Waco, gościnnie: Pablopavo, scratche: DJ Mario) – 4:42
16. „operacja skit” (produkcja: Waco) – 1:10
17. „Zjedz skręta” (produkcja: Hemp Gru, Waco, gościnnie: Żary, scratche: DJ Mario) – 4:24
18. „Emokah” (produkcja: Hemp Gru, Waco, gościnnie: Włodi, Żary, scratche: DJ Mario) – 3:22
19. „Jak to było” (produkcja: Vienio, gościnnie: Plankton) – 4:27
20. „Kanar skit” (produkcja: Waco) – 0:56
21. „Styl warszawskich ulic” (produkcja: Hemp Gru, Waco, scratche: DJ Mario) – 3:49

Singel
| To jest to |
| --- |
| 1. „To jest to” (Radio Mix) 2. „To jest to" 3. „To jest to” (Instrumental) 4. „To jest to” (Korzeń Edit) 5. „To jest to” (Mario Edit) 6. „To jest to” (Fred Edit) 7. „Zwiastun albumu" 8. „To jest to Video" |